# Голішов
„“
Голішов — місто в окрузі Пльзень-південь у Пльзеньському краї Чехії. У ньому проживає 5726 мешканців (на 1 січня 2024). Це третє за величиною місто в окрузі Пльзень-південь (після Пршештіце і Добржан). Розташоване на правому березі річки Радбузи, на південний захід від Пльзеня і на північний схід від Домажліце. Голішов лежить біля підніжжя пагорбів Трний (516 м над рівнем моря) і Маковий (480 м над рівнем моря). З трьох боків місто оточене лісами.

### Розвиток
Після Другої світової війни завод SVA Holýšov побудували на базі колишнього склозаводу та заводу боєприпасів. Компанія зосередилася на виробництві запчастин для всіх автомобілів, що вироблялися в Чехословаччині в той час. Пізніше завод почав зосереджуватися на виробництві та капітальному ремонті кузовів автобусів. У 1960 році село Голішов отримало статус міста, а завод досяг піку свого значення. Серед іншого, підприємство стало відомим завдяки виробництву автобуса Škoda 706 RTO. Ця модель використовувалася у всій Чехословаччині, і щодня на SVA Holýšov виробляли до 8 автобусів. Крім того, тут виготовили кілька трансляційних автомобілів для Чехословацького телебачення. У 1972 році виробництво цієї моделі припинили, а завод включили до складу національної компанії LIAZ.
Після Оксамитовій революції LIAZ був приватизований і зараз є частиною Daimler Truck під брендом Daimler Buses (раніше EvoBus).

## Населення
Голішов і далі розвивається завдяки промисловості, а його населення зростає. У 2006 році в Голішові проживало 4813 мешканців, на початку 2012 року - 4943, а в 2016 році - 5023 мешканці.

## Економіка

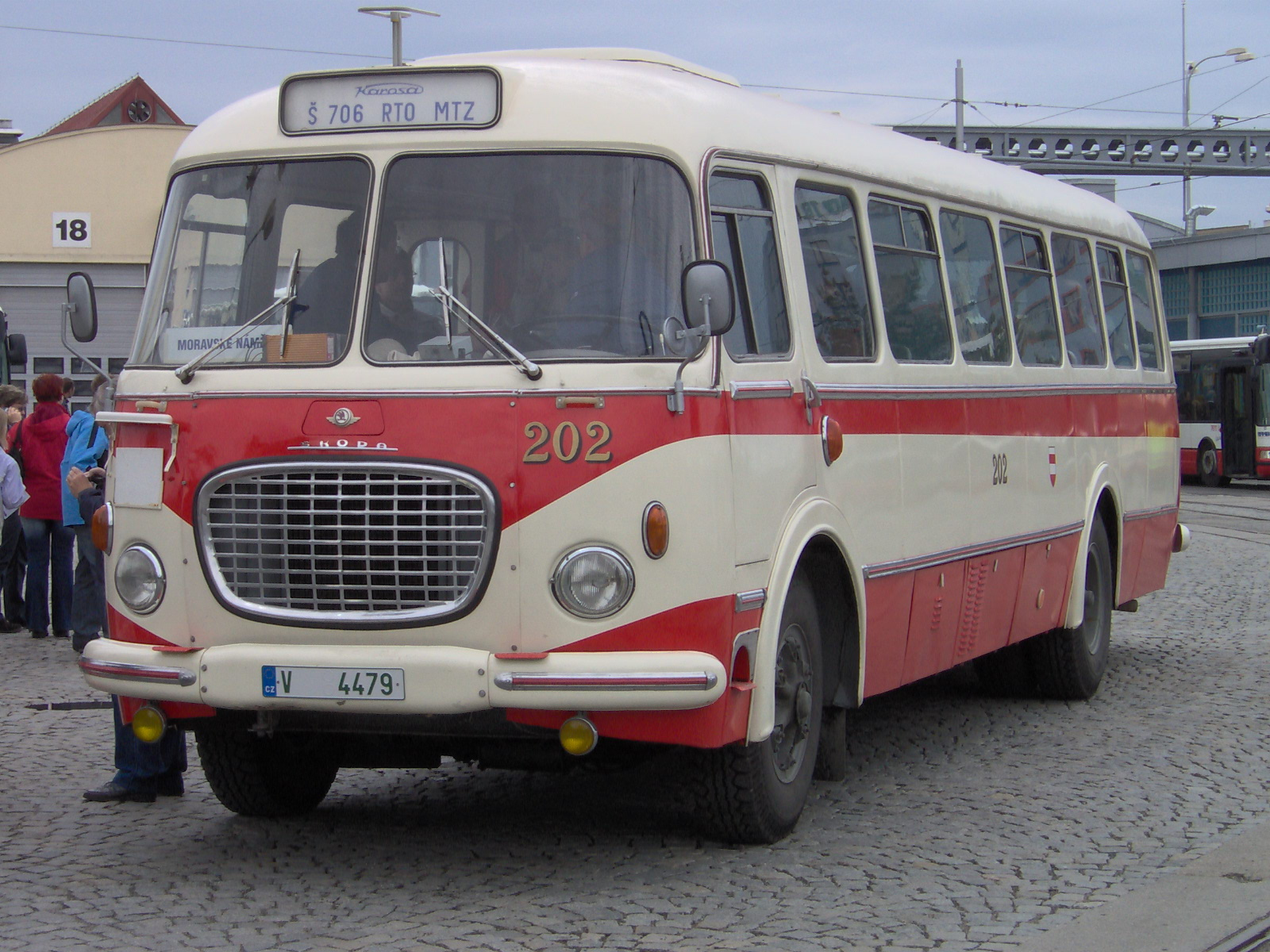
Автобус Škoda 706 RTO, вироблений у Голішові

Традиційною продукцією Голішова були автобуси LIAZ. У 2008 році завод був закритий власником, а його частини були розпродані або з тих пір напівзруйновані та порожні. Тим не менш, Голішов зберіг свій індустріальний характер, і низка промислових підприємств і менших компаній працюють тут і сьогодні. Найбільшою компанією є Daimler Buses (раніше EvoBus), яка є частиною групи Daimler Truck і виробляє кузови для автобусів Mercedes-Benz і Setra. 2018 року на EvoBus працювало 640 осіб. У місті також працюють компанії Wuppermann, MAHLE Behr, кабельна компанія Kabex та інші, більшість з яких працює в промисловій зоні, створеній на місці колишніх військових казарм.